# On a Day...
On a Day..., ibland med den utökade titeln On a Day: Music For Violin & Continuo, är debutalbumet av den amerikanska artisten Emilie Autumn från 1997. Albumet är producerat av Emilie Autumn själv och består av sex klassiska verk av kompositörer som Johann Sebastian Bach och Arcangelo Corelli, medan de tre sista spåren är komponerade av Emilie Autumn. Albumet släpptes igen under 2007 med namnet "Laced" på dubbelalbumet Laced/Unlaced.
On a Day... spelades in vid Vogler Audio Media i Los Angeles 1997, då Emilie Autumn endast var 18 år gammal.

## Låtlista
Låtskrivare/kompositör visas inom parentes. 
1. "La Folia" (Corelli) – 10:18
2. "Recercada" (Ortiz) – 1:43
3. "Largo" (Bach) – 4:02
4. "Allegro" (Bach) – 3:21
5. "Adagio" (Leclair) – 3:36
6. "Tambourin" (Leclair) – 1:52
7. "Willow" (Emilie Autumn) – 5:49
8. "Revelry" (Emilie Autumn) – 1:56
9. "On a Day..." (Emilie Autumn) – 2:30

## Medverkande
- Emilie Autumn – sång, fiol, producent
- Roger Lebow – cello
- Edward Murray – cembalo
- Michael Egan – luta
- Fred Vogler – inspelning